# Aszetik
Aszetik (von altgriechisch ἄσκησις áskēsis „Übung, Verzicht“) bezeichnet die theoretische, auch wissenschaftliche Erforschung der Askese. Im religiösen, vor allem im christlichen und dort insbesondere im katholischen Bereich wird darunter infolgedessen eine Disziplin der Theologie verstanden. Sie entstand daher im 17. Jahrhundert auch unter dem Namen theologia ascetica – wohl als analoge Wortbildung zur theologia mystica (mystische Theologie). Man spricht auch von aszetischer Theologie. Heute wird sie eher, weil umfassender, als Spirituelle Theologie bzw. Theologie der Spiritualität bezeichnet beziehungsweise ist in dieser aufgegangen.
Gegenstand der christlichen Aszetik ist die Askese als Daseinsbewältigung nach den Maßstäben des Evangeliums durch intensives und methodisches Streben nach Vollkommenheit. Aus der Beschäftigung mit Vorbildern der Bibel und der kirchlichen Glaubensgeschichte, vor allem mit Selbstzeugnissen der Heiligen, werden Möglichkeiten und Konflikte christlicher Alltagspraxis, Tugenden und Laster, Versuchungen und Ratschläge erhoben. Besonders die mystische Tradition steht dabei im Blick. Ziel ist es, trotz aller Schwierigkeiten in der Nachfolge Jesu voranzukommen und der inneren und äußeren Widerstände Herr zu werden.
Im römisch-katholischen Bereich setzt die Aszetik eine klare Kenntnis der kirchlichen Dogmen und der Grundsätze der Moral voraus, sowohl für den eigenen Weg als auch für die Anleitung anderer. 1919 wurde an der Gregoriana ein Lehrstuhl für „Mystisch-aszetische Theologie“ eingerichtet. 1931 sahen die Ordinationes zur Apostolischen Konstitution Deus scientiarum Dominus die Hilfsdisziplin Ascetica vor. Nach dem Zweiten Vatikanischen Konzil wird die Aszetik in den kirchlichen Studienordnungen nicht mehr als eigenes Fach aufgeführt, sondern ist in die Spirituelle Theologie integriert.
Im evangelischen Raum hat zuerst der niederländische reformierte Theologe Gisbert Voetius (1589–1676) den Begriff der Aszetik verwendet in seinem 1664 erschienenen lateinischen Werk Ta Asketika sive Exerzitia pietatis. Für ihn war Aszetik eine theologische Wissenschaft, die eine systematische Beschreibung der Praxis der Gottseligkeit beinhaltete. Im Nachgang des Dreißigjährigen Krieges hat der orthodoxe Lutheraner Johann Andreas Quenstedt (1617–1688) 1678 in seiner Ethica pastorum et instructio cathedralis die Aszetik notgedrungen auf die Pfarrer beschränkt. Danach ist sie in der Praktischen Theologie aufgegangen und kaum mehr erwähnt worden.
Erst Dietrich Bonhoeffer (1906–1945) hat die Aszetik in seinem 1937 erschienenen Buch Nachfolge erneut thematisiert und im von ihm geleiteten Predigerseminar Finkenwalde gelehrt und praktiziert. Die praktischen Theologen Rudolf Bohren (1920–2010) in Heidelberg und Manfred Seitz (1928–2017) in Erlangen haben den Begriff der Aszetik als wissenschaftliche Bezeichnung für die Erforschung von Spiritualität, geistlichem Leben und gestaltetem Glauben, die das Ziel der Begegnung mit Christus beinhalten, ab 1964 wieder zur Sprache gebracht, belebt und mit den Studenten eingeübt. Für Bohren wurde die Aszetik das erste Gebiet der Praktischen Theologie, da bereits die Reformatoren das geistliche Leben der Gemeinde im Blick hatten. Die Kirche solle durch Wort und Geist gesammelt und in die Welt gesendet werden. Seitz wurde 2006 Mitbegründer des Instituts für Evangelische Aszetik an der Augustana-Hochschule Neuendettelsau, wo Frömmigkeitsformen erforscht, gelehrt und geübt wurden, um in anderen theologischen Disziplinen die Begegnung mit Christus zu erleichtern und zu fördern.
Für den Lutherforscher Oswald Bayer ist Jakobs Kampf am Jabbok eine grundlegende Geschichte der Aszetik, weil Jakob unter Verzicht mit Gott gekämpft und trotz Verletzung Segen errungen habe (Genesis 32,23-32). Ebenso habe bereits der Reformator Martin Luther die Disziplinen der Schriftmeditation (lat. meditatio), Gebet (lat. oratio) und Anfechtung (lat. tentatio) geübt und gelehrt.
Auch andere Religionen haben vergleichbare Lehrtraditionen entwickelt.